# Демченко, Вадим Николаевич
Вадим Николаевич Демченко — советский хозяйственный, государственный и политический деятель.

## Биография
Родился в 1928 году.
С 1950 года — на хозяйственной, общественной и политической работе. В 1950—1987 гг. — конструктор на заводе № 166 в городе Омске, секретарь парткома завода, первый секретарь Октябрьского райкома КПСС, директор завода № 373, первый секретарь Омского горкома КПСС, второй секретарь Омского обкома КПСС, на работе в аппарате ЦК КПСС, заместитель министра сельскохозяйственного машиностроения СССР -?.
Избирался депутатом Верховного Совета РСФСР 7-го, 8-го, 9-го и 10-го созывов.
Умер в 1987 году. Похоронен на Старо-Северном кладбище Омска.